# Hilde Lermann
Hilde Lermann (* 8. Juli 1944 in Possenhofen) ist eine deutsche Schauspielerin, Autorin und Regisseurin.

## Werdegang
Lermann studierte Klavier an der Musikhochschule München und nahm Schauspielunterricht. Neben Theaterengagements übernahm sie auch Filmrollen.
Seit 1986 arbeitet Lermann als Autorin und Regisseurin. Sie lebt in Pöcking.

## Preise
- 1989: Adolf-Grimme-Preis mit Gold für Das Winterhaus[1]

## Filmografie (Auswahl)
- Adele Spitzeder. Regie: Peer Raben. 1972
- Anatomiestunde. Rolle: Marianne, Regie: Krzysztof Zanussi, 1977
- Glaube Liebe Hoffnung. Rolle: Maria, Regie: Michael Kehlmann, 1980
- Die Frau im rosa Mantel. Regie: Diethard Klante, 1982
- Die Rückkehr der Träume. Rolle: Bettina, Regie: Renke Korn, 1983
- Tatort: Riedmüller, Vorname Sigi. Regie: Michael Kehlmann, 1986

## Werke

### Drehbücher
- Geburtstag, Regie: Ilse Hofmann, Produktion: 1985 Xenon-Film/WDR
- Das Winterhaus, Regie: Hilde Lermann, Produktion: 1988 RB
- Der veruntreute Himmel, Regie: Ottokar Runze, Produktion: 1990 Aurora/BR/ORF
- Die Geschichte mit Armin, Regie: Hilde Lermann, Produktion: 1991 RB
- Der letzte Sommer, Regie: Hilde Lermann, Produktion: 1991 SWF[2]
- Sophie von Wittelsbach (Dokumentation) Produktion: 2001 BR
- Reichskanzler Hertling (Dokumentation) Produktion: 2002 BR

### Hörspiele
- Mexico-Marmelade 25. Oktober 1985 BR
- Die Betsingmesse 17. Oktober 1988 BR/SFB

### Bücher
- Die Braut des Märchenkönigs 1997 Piper
- Schillers Sohn Ernst 2002 Insel